# Zapp Dingbat
Zapp Dingbat (рус. «Зепп Надоеда») — 5 эпизод 7 сезона мультсериала «Футурама».

## Сюжет
В отношениях супругов Туранга наступает трудный период. Возникшие между ними разногласия приводят к тому, что родители Лилы разводятся. Мунда переезжает жить к дочери. Желая помочь матери расслабиться, Лила приглашает её в ресторан, где та знакомится с капитаном Бранниганом. Между Зеппом и Мундой завязываются романтические отношения. Лила приходит в ужас. Она уверена, что это лишь очередная попытка Браннигана обратить на себя её внимание, и пытается убедить в том же мать, однако создается впечатление, что Зепп действительно любит Мунду.
Вскоре Бранниган делает матери Лилы предложение руки и сердца. Проходящую на «Нимбусе» свадебную церемонию прерывает появление инопланетян-каркаронцев, с которыми Зепп намеревался заключить мирное соглашение. Капитану приходится вернуться к своим прямым обязанностям. Во время подписания документов выясняется, что Зепп решил обмануть каркаронцев и вместо заключения мира собирается объявить им войну. Возмущенная Мунда раскрывает инопланетянам замысел Браннигана. Каркаронцы атакуют «Нимбус» и выводят из строя систему управления кораблем. В этот момент на сцене появляется новое действующее лицо — Туранга Моррис, решивший сражаться за свою любовь до последнего. Мутанту удается вывести «Нимбус» из-под огня, используя резервную систему управления. Зеппа заставляют подписать мирное соглашения. Моррис и Мунда вновь воссоединяются в браке.

## Изобретения будущего
- Трёхмерный биллиард
- Световой шест для стриптиза

## Интересные факты
- Название эпизода — это отсылка к типографскому шрифту Zapf Dingbats, который был разработан Германом Цапфом в 1978 году.
- Название расы рыбовидных инопланетян (англ. Carcaron) образовано от слова «Carcharodon» (род хрящевых рыб, к которому принадлежит белая акула).
- Упомянутая Зеппом Сверхновая Шотландия — аналог одной из канадских провинций.